# 富山睦浩
富山 睦浩（とみやま むつひろ、1947年10月3日 - ）は、日本の実業家。サツドラホールディングス株式会社創業者・代表取締役会長。

## 人物・来歴
北海道根室市の漁師の家に6人兄弟の末子として生まれる。北海高等学校を経て、昭和医科大学薬学部卒業後、薬剤師となり、一の山形薬業やウロコ薬局に勤務。1972年に手稲山口のスーパーのテナントとしてサッポロドラッグストアーを創業。1983年サッポロドラッグストアー設立、同社代表取締役社長に就任。2014年には東京証券取引所市場第一部上場を果たした。2015年サッポロドラッグストアー代表取締役会長。2016年サツドラホールディングス代表取締役会長。札幌商工会議所常議員。

## 家族
妻・光惠
サツドラホールディングス相談役Founder。
長男・浩樹
サツドラホールディングス代表取締役社長CEO。